# Plocaederus bipartitus
Plocaederus bipartitus är en skalbaggsart som beskrevs av Jean Baptiste Lucien Buquet 1860. Plocaederus bipartitus ingår i släktet Plocaederus och familjen långhorningar. Inga underarter finns listade i Catalogue of Life.

## Bildgalleri

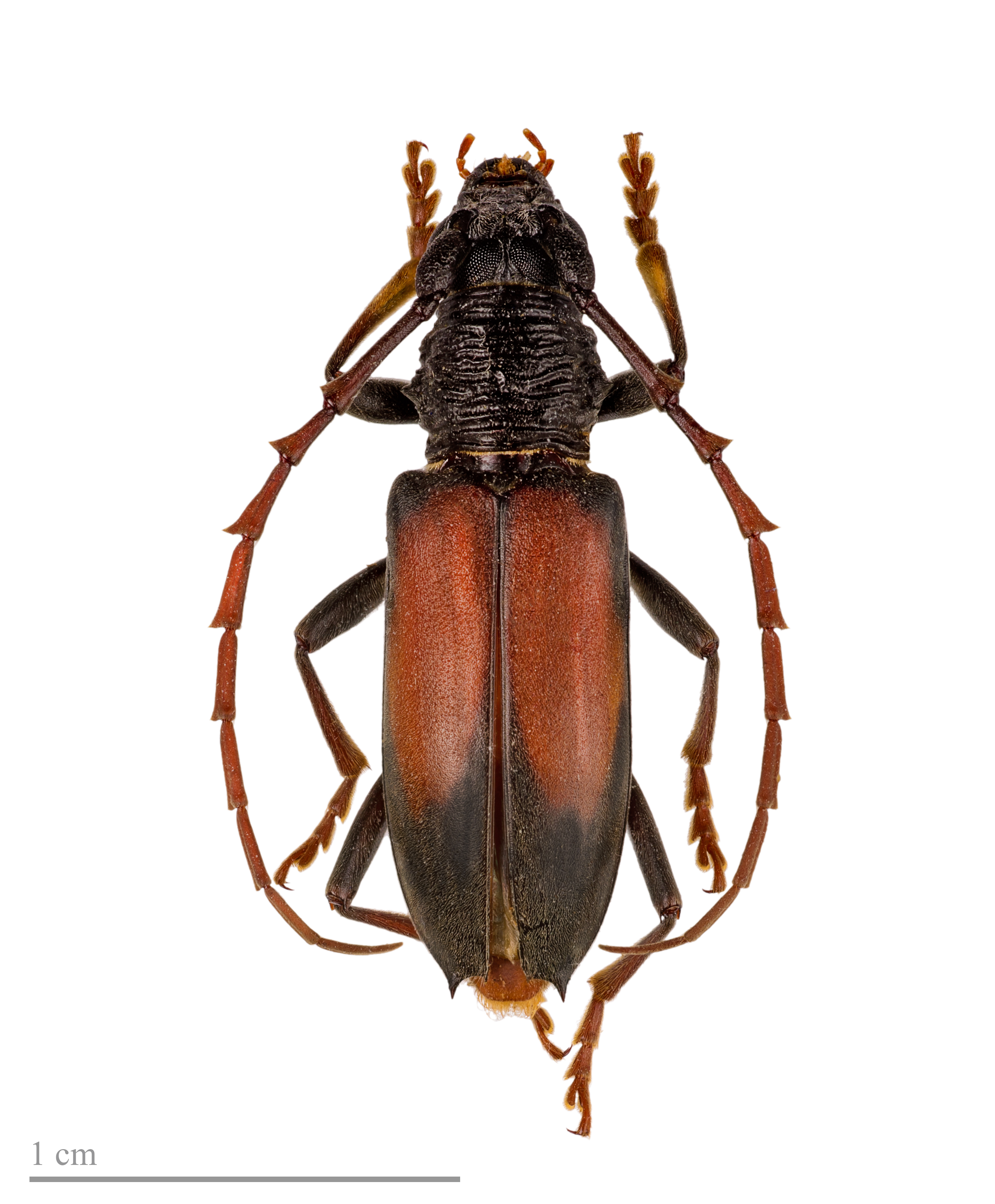